# Celso Saiki
Celso Saiki (? - São Paulo, 29 de janeiro de 1996) foi um ator, autor e diretor teatral brasileiro. Descendente de japoneses, Celso fez parte de um grupo de artistas que, ainda que elogiados em suas atuações, viram-se obrigados a montar seus próprios espetáculos devido à impossibilidade de trabalho constante, já que eram preteridos, tanto no teatro quanto na televisão, para interpretação de personagens não caracterizados por traços orientais. Foi fundador tanto do Grupo Operacional Boca Aberta quanto do Grupo de Arte Ponkã, ambos afiliados à Cooperativa Paulista de Teatro. Foi, durante a primeira metade dos anos 80, apresentador do Telecurso 1º Grau transmitido tanto pela Rede Globo quanto pela TV Cultura e, consequentemente, era a voz e a feição que acordava muita gente naquela época devido ao horário que o programa ia ao ar (06:00hs). Estrelou, juntamente com Carla Camuratti e Arrigo Barnabé, o filme Cidade Oculta, de 1986, dirigido por Chico Botelho. Ainda no cinema, foi coadjuvante nos filmes Gaijin - Caminhos da Liberdade, de Tizuka Yamazaki e A Virgem e o Bem Dotado, de Edward Freund, ambos produzidos em 1980.

## Histórico
Celso não quis saber de estudar Zootecnia e abriu mão de seguir carreira militar (chegou ao posto de terceiro-tenente quando serviu no Centro de Preparação de Oficiais da Reserva de São Paulo (CPOR). Seu pai, que era engenheiro, não concordava com a profissão escolhida e isso fez com que Celso fosse buscar, por sua conta e risco, o sustento e o sucesso. Na televisão, interpretou personagens esporádicos nas séries Sítio do Pica-Pau Amarelo, Plantão de Polícia e Carga Pesada, além de ter interpretado o personagem Joselino na minissérie Avenida Paulista, em 1982. Escreveu vários episódios do programa infantil Bambalalão, da TV Cultura.
Foi no teatro, todavia, que Celso foi mais atuante: foi um chinês na peça A Carta de Somerset Maughan, um senador grego em Antígona, o personagem Padre Olavo em O Pagador de Promessas, e ainda interpretou outros personagens nas peças O Homem Elefante e Seda Pura e Alfinetadas. Inquieto, como era típico de seu perfil, arriscou-se na direção teatral. Sua primeira empreitada, atuando cumulativamente como ator, foi a montagem, com o Grupo Operacional Boca Aberta em 1981, do infantil Lambe Beiços E Seu Criado Cata Farelos, de Fábio Gaia. Posteriormente dirigiu as peças O Homem que Calculava de Malba Tahan e Lucrécia, O Veneno dos Borgia com os atores Guilherme Karan e Luiza Tomé.
Pelo Grupo de Arte Ponkã participou de diversas montagens como ator: a primeira foi Tempestade Em Copo D'Água de autoria de Paulo Yutaka e direção de Luiz Roberto Galizia, que estreou em 29 de Fevereiro de 1983 na atualmente denominada Sala Assobradado do TBC (Teatro Brasileiro de Comédia). A ela seguiram-se Aponkãlipse,O Próximo Capítulo, Ballet da Informática, A Primeira Noite e a mais premiada de todas, Pássaro do Poente, que representou o Brasil no Festival de Teatro de Portugal. Pássaro do Poente, de autoria de Carlos Alberto Soffredini e direção de Márcio Aurélio, recebeu o Prêmio Molière, os prêmios Apetesp, Mambembe e APCA (Associação Paulista dos Críticos de Arte) em 11 diferentes categorias. Sua estreia foi no Teatro Ruth Escobar em 1986.

## Ponkã
A exemplo da fruta que é uma mescla de laranja e mexerica graças à engenharia de genes, o Grupo de Arte Ponkã queria ser visto como produto de miscigenação. Seu primeiro espetáculo, Tempestade Em Copo D'Água, nasceu da ausência de papéis para um grupo de atores que, apesar da herança de seus traços orientais, poderiam interpretar qualquer papel nos palcos, segundo diversos diretores e críticos teatrais da época. Todavia a literatura, o teatro, o cinema e a televisão quase sempre reserva uma visão exótica do oriental, num patamar subalterno, caricato e limitado. Reproduzindo as palavras do próprio Celso Saiki: "Estamos cansados de ser os 'Tanakas', 'Noris', 'Takeshis', 'Katayamas'. De ser caricaturas do que já não somos. Queremos ser 'Celsos', 'Paulos', 'Miltons', rapazes brasileiros que comem feijoada, gostam de caipirinha e amam também as praias, o sol, o 'rock', como qualquer outro descendente de imigrantes."
Foi produzindo seus próprios espetáculos que os integrantes do Grupo Ponkã viabilizaram o que queriam. Ainda segundo Celso Saiki: "Sei que eu, os atores e as atrizes descendentes de japoneses vamos 'comer grama', como o Grande Otelo e o Milton Gonçalves. Integração racial? Isso é só panfleto. Eu, Celso, nascido brasileiro, com o mesmo grau de cidadania que qualquer outro, tenho o direito de pisar um palco e fazer qualquer papel, porque sei fazer. Há uma geração de mestiços tentando abrir caminho, mas que não reivindica nada, apenas sua capacidade profissional reconhecida."
Além de Celso Saiki, a formação inicial do Grupo de Arte Ponkã contava com os atores Ana Lúcia Cavalieri, Carlos Barretto, Paulo Yutaka, pelo bailarino Milton Tanaka e pelos músicos Alcides Trindade (Cidão), Graciela De Leonardis e Hector Gonzalez. Para a montagem de Pássaro do Poente outros profissionais juntaram-se ao Grupo (veja Ficha Técnica do espetáculo abaixo).

### Manifesto Ponkã
ponkã é filho natural brasileiro / mistura de cultura e raças / ponkã mestiço
ponkã é sabedoria da insegurança / desempenha na corda bamba / ponkã fé
ponkã é capital são paulo / respira antropofagia / ponkã social
ponkã nasce em fase de crise / sobrevive no meio do caos / ponkã fatal
ponkã deseja abrir saídas / em caminhos fechados e buracos / ponkã coragem
ponkã é mistura do mundo / tem ásia áfrica europa / ponkã américa
ponkã é laranja mexerica / da terra de nativos e imigrantes / ponkã brasileiro
Ubiratã Tokugawa (Paulo Yutaka), 1983

## Filmografia

### Ator

#### Cinema
- Gaijin - Caminhos da Liberdade: 1980 (como Celso Saeki)
- A Virgem e o Bem Dotado: 1980
- Cidade Oculta: 1986

#### TV
- Avenida Paulista: 1982
- Telecurso 1º Grau
- Sítio do Pica-Pau Amarelo
- Plantão de Polícia
- Carga Pesada

### Escritor

#### TV
- Bambalalão

## Teatro

### Ator
- O Homem Elefante (contracenando com Antonio Fagundes e Ewerton de Castro)
- A Carta (contracenando com Beatriz Segall, Rubens de Falco e Yara Lins; dirigido por Geraldo Queiroz)
- Antígona
- O Pagador de Promessas (peça que também assinou  a direção)
- Seda Pura e Alfinetadas (contracenando com o estilista Clodovil Hernandez)
- Sabe Quem Dançou? (peça de Zeno Wilde)
- Lambe Beiços e Seu Criado Cata Farelos (com o Grupo Operacional Boca Aberta)
- Tempestade Em Copo D'Água (com o Grupo de Arte Ponkã)
- Aponkãlipse (com o Grupo de Arte Ponkã)
- O Próximo Capítulo (com o Grupo de Arte Ponkã)
- Ballet da Informática (com o Grupo de Arte Ponkã)
- A Primeira Noite (com o Grupo de Arte Ponkã)
- Pássaro do Poente (com o Grupo de Arte Ponkã)

### Diretor
- Lambe Beiços e Seu Criado Cata Farelos (1981)
- O Noviço de Martins Pena (1983)
- O Pagador de Promessas de Dias Gomes (1983)
- A Loja das Maravilhas Naturais de Benjamim Santos (1984)
- Mimando (peça que também assinou a autoria, premiada com o prêmio Apetesp em 1990)
- O Homem que Calculava de Malba Tahan (1992)
- Lucrécia, o Veneno dos Bórgia (1992)
- Lilaváti (Aventuras da Matemática) de Atilio Bari (1993)

#### Elenco
- Carlos Barretto: Guarda-chuveiro
- Celso Saiki: Lambe Beiços
- Ecila Pedroso: Florista
- Esmeralda Hannah: Salsicheira
- Gisela Arantes: Verdureira
- Maiku Kozonoi (posteriormente substituído por Anderson Capitão): Fruteiro
- Ney Chatagnier: Cata Farelos / Fregueses
- Roberto Domingues: Violonista

#### Sinopse
Peça musical que, de forma leve e brincalhona, trata a negação ao espaço poético dentro do cotidiano das pessoas. Mostra também, de forma irreverente, a competição e o oportunismo das pessoas, mesmo em situações delicadas. Dentro do cotidiano de uma feira livre surgem personagens inusitados que contrabalançam o comum e o lúgubre, o poético e o prático. Dirigida ao público infanto-juvenil e encenada em um ato.

#### Elenco
- Paulo Yutaka: Garça
- Seme Lutfi: Homem
- Celso Saiki: Jovem
- Carlos Takeshi: Maduro
- Carlos Barretto: Velho
- Paulo De Moraes: Esperto
- Alice K.: Esperta
- Celina Fujii; Homem Rico
- Paulo Garcia: Neutro
- Marcos Marcel: Neutro
- Fernando Gonçalves: Neutro

#### Sinopse
História de amor entre as pessoas e entre o homem e a natureza. Demonstra um processo de alquimia entre o Ocidente e o Oriente, passado e presente, imaginação e realidade, emoção e razão, espiritualidade e humanidade. Texto brasileiro inédito baseado na lenda 'Yuzuru'.

## Vida pessoal
Na época em que fazia o Telecurso 1º Grau, Celso Saiki namorava a atriz Louise Cardoso e foi com ela que ele fez par romântico no filme Gaijin - Caminhos da Liberdade, de Tizuka Yamazaki. Antes disso, porém, teve um relacionamento relativamente rápido com a mãe de seu filho. Morou durante um bom tempo num pequeno apartamento na Rua Tabatinguera, Centro de São Paulo. Faleceu em decorrência da AIDS, no Hospital Emílio Ribas, em 29/01/1996 e foi enterrado em Guarulhos.